# Elenco de Tru Calling

Logótipo da série

Tru Calling é uma série de televisão de drama sobrenatural norte-americana criada por Jon Harmon Feldman, originalmente transmitida através da estação de televisão Fox Broadcasting Company. A sua estreia decorreu a 30 de Outubro de 2003 com o episódio piloto, sendo cancelada a 11 de Março de 2005 durante a segunda temporada. O enredo era protagonizado por Eliza Dushku, interpretando Tru Davies, uma jovem formada em medicina que começa a trabalhar na morgue local. A série é focada na história de uma rapariga que utiliza os seus poderes sobrenaturais a fim de evitar assassinatos, suicídios, e outros tipos de morte não-natural.
O elenco principal é composto por oito personagens, sendo que cinco delas são introduzidas no primeiro episódio e as restantes progressivamente. Na primeira aparição, Tru Davies (Eliza Dushku) introduz a sua história de vida e de família, composta pelo seu irmão Harrison Davies (Shawn Reaves) e irmã Meredith Davies (Jessica Collins), durante o velório da mãe que foi assassinada por um individuo. Durante o decorrer do enredo são conhecidas outras pessoas relacionadas a principal, como a sua melhor amiga Lindsay Walker (A. J. Cook), o supervisor, amigo e confidente Davis (Zach Galifianakis) e o colega de profissão Gardez (Benjamín Benítez). Mais tarde, depois da sua relação duradoura com Luc Johnston (Matthew Bomer), Tru conhece o seu novo colega de trabalho Jack Harper (Jason Priestley) e reencontra o pai Richard Davies (Cotter Smith) que casou novamente quando ainda era criança. No início da segunda temporada da série, o elenco é reforçado com participações especiais, como Carrie Allen (Liz Vassey), Jensen Ritchie (Eric Christian Olsen), Avery Bishop (Lizzy Caplan) e Tyler Li (Parry Shen).

## Legenda
| Cor | Papel                 |
| --- | --------------------- |
|     | Principal             |
|     | Secundário/Recorrente |
|     | Sem aparências        |

## Elenco
| Personagem       | Temporada                 | Temporada            |
| Personagem       | 1.ª temporada (2003-2004) | 2.ª temporada (2005) |
| ---------------- | ------------------------- | -------------------- |
| Tru Davies       | Eliza Dushku              | Eliza Dushku         |
| Davis            | Zach Galifianakis         | Zach Galifianakis    |
| Harrison Davies  | Shawn Reaves              | Shawn Reaves         |
| Jack Harper      | Jason Priestley           | Jason Priestley      |
| Lindsay Walker   | A. J. Cook                |                      |
| Meredith Davies  | Jessica Collins           |                      |
| Gardez           | Benjamín Benítez          |                      |
| Luc Johnston     | Matthew Bomer             |                      |
| Richard Davies   | Cotter Smith              | Cotter Smith         |
| Mark Evans       | Kristoffer Polaha         |                      |
| Dr. Carrie Allen |                           | Liz Vassey           |
| Jensen Ritchie   |                           | Eric Christian Olsen |
| Avery Bishop     |                           | Lizzy Caplan         |
| Tyler Li         |                           | Parry Shen           |